# アソシアトロン
アソシアトロン(Associatron 連想記憶モデル)とは人工知能の一種。

## 概要
情報を類型化して表現した上で分散的に記銘し，その類型の一部を与えると全体が再現されるという形で情報を記録、読み出す。
1960年代に中野、Kohonen、Andersonの三者によって、其々独立に概念が提唱されていたものの、その実現の困難さにより、一時期研究は滞っていたが、2000年代に入り、徐々に研究が進みつつある。
現在は光アソシアトロンの研究が進められている。

## 資料
- 中野. "アソシアトロンとその応用-連想記憶装置に関する研究." 電子通信学会インホメーション理論研究会資料 (1969): IT69-27.
- Nakano, Kaoru. "Associatron-a model of associative memory." IEEE Transactions on Systems, Man, and Cybernetics 3 (1972): 380-388.
- 中野馨. "アソシアトロン." 昭 晃 堂 (1979).
- 石川正俊, et al. "光アソシアトロン." レーザー研究 17.Supplement (1989): 217-220.
- Ishikawa, Masatoshi, et al. "Optical associatron: a simple model for optical associative memory." Applied optics 28.2 (1989): 291-301.